# Lijst van rijksmonumenten in Molenaarsgraaf
De plaats Molenaarsgraaf telt 18 inschrijvingen in het rijksmonumentenregister. Hieronder een overzicht.
| Object | Oorspronkelijke functie?  | Bouwjaar                 | Architect | Locatie           | Coördinaten?                  | Nr.?  | Afbeelding |
| --- | ------------------------- | ------------------------ | --------- | ----------------- | ----------------------------- | ----- | --- |
| Nederlands Hervormde Kerk | Kerk en kerkonderdeel     | 16e eeuw                 |           | Dorpsstraat 28    | 51° 52' 31" NB, 4° 49' 5" OL  | 29952 | Meer afbeeldingen |
| Nederlands Hervormde Pastorie | Woonhuis                  | tweede kwart 19e eeuw    |           | Dorpsstraat 32    | 51° 52' 31" NB, 4° 49' 3" OL  | 29953 | Meer afbeeldingen |
| Boerderij met rieten dak. Deels gepleisterd. Deur met getand kalf, vensters met luiken en 16- en 6-ruitsschuiframen. Vormt een geheel met buurnummer 41 | Boerderij                 |                          |           |                   | 51° 52' 31" NB, 4° 49' 1" OL  | 29954 | Upload foto |
| Boerderij met rieten dak, gepleisterd. Vensters met luiken en zesruitsschuiframen. Rechts een opkamer | Boerderij                 |                          |           |                   | 51° 52' 30" NB, 4° 49' 0" OL  | 29955 | Upload foto |
| Boerderij, waarvan het woongedeelte bestaat uit twee, parallel lopende delen onder rieten zadeldaken met puntgevels. Geblokte ontlastingsbogen, sierankers, opkamer                                                                                             | Boerderij                 | 17e eeuw                 |           | Graafdijk Oost 1  | 51° 52' 58" NB, 4° 50' 51" OL | 29956 | Meer afbeeldingen |
| Boerderij onder hoog, rieten wolfdak met in de rechter zijgevel inrijdeuren onder opgewipt dakgedeelte. In de voorgevel vensters met 20-ruitsschuiframen | Boerderij                 | 18e eeuw                 |           | Graafdijk Oost 6  | 51° 52' 57" NB, 4° 50' 44" OL | 29957 | Meer afbeeldingen |
| Boerderij, waarvan het woongedeelte een afgeknotte puntgevel met sierankers heeft en links een opkamer. Hogere houten stal onder een rieten dak met het woongedeelte                                                                                            | Boerderij                 | mogelijk 17e eeuw        |           | Graafdijk Oost 12 | 51° 52' 55" NB, 4° 50' 36" OL | 29958 | Boerderij, waarvan het woongedeelte een afgeknotte puntgevel met sierankers heeft en links een opkamer. Hogere houten stal onder een rieten dak met het woongedeelte |
| Boerderij, waarvan woon- en bedrijfsgedeelte onder een rieten zadeldak. Gepleisterde voorgevel met sierankers, vensters met luiken en zesruitsschuiframen en links een opkamer, waaronder getoogd keldervenster. In de stal inrijdeuren onder opgewipt gedeelte | Boerderij                 | 17e eeuw                 |           | Graafdijk Oost 16 | 51° 52' 53" NB, 4° 50' 26" OL | 29959 | Meer afbeeldingen |
| Boerderij onder rieten dak. Voorgevel met vlechtingen, vensters met luiken en twaalfruitsschuiframen, vloeddeur, waardoor trap met natuurstenen treden en rechts opkamer met tweelichtskozijn                                                                   | Boerderij                 | 17e eeuw                 |           | Graafdijk Oost 24 | 51° 52' 50" NB, 4° 50' 15" OL | 29960 | Meer afbeeldingen |
| Langgerekte boerderij onder rieten zadeldak | Boerderij                 | mogelijk 17e eeuw        |           | Graafdijk Oost 51 | 51° 52' 39" NB, 4° 49' 34" OL | 29961 | Meer afbeeldingen |
| Boerderij onder rieten dak | Boerderij                 | 17e eeuw                 |           | Graafdijk West 3  | 51° 52' 29" NB, 4° 48' 56" OL | 29962 | Meer afbeeldingen |
| Boerderij onder rieten dak | Boerderij                 | 1740                     |           | Graafdijk West 10 | 51° 52' 28" NB, 4° 48' 52" OL | 29963 | Meer afbeeldingen |
| Boerderij met rechte puntgevel en links onderkelderd gedeelte onder zadeldak met puntgevel, parallel aan de straat lopend. Peilstenen, herinnerend aan hoge waterstanden in 1740 en 1800                                                                        | Boerderij                 | mogelijk 17e eeuw        |           | Graafdijk West 28 | 51° 52' 23" NB, 4° 48' 31" OL | 29964 | Meer afbeeldingen |
| Grote boerderij. Het bedrijfsgedeelte vormt met het woonhuis een haakse plattegrond. In de voorgevel vensters, waarin ramen met negenruits- en kleinere roedenverdeling. Rieten daken                                                                           | Boerderij                 | 1808 (jaartalsteen)      |           | Graafdijk West 29 | 51° 52' 23" NB, 4° 48' 31" OL | 29965 | Meer afbeeldingen |
| Middelmolen | Industrie- en poldermolen | waarschijnlijk 1655      |           | Graafdijk West 57 | 51° 51' 59" NB, 4° 48' 7" OL  | 29966 | Meer afbeeldingen |
| Kerkmolen | Industrie- en poldermolen | 1844                     |           | Molenhoek 24      | 51° 52' 33" NB, 4° 49' 19" OL | 29967 | Meer afbeeldingen |
| Terrein waarin sporen van bewoning | Archeologisch monument    | Neolithicum              |           |                   | 51° 51' 40" NB, 4° 49' 56" OL | 47120 | Upload foto |
| Terrein waarin sporen van bewoning | Archeologisch monument    | Neolithicum en Bronstijd |           |                   | 51° 52' 3" NB, 4° 51' 1" OL   | 47121 | Upload foto |